# Московская конференция (1922)
Московская конференция 1922 года — конференция по сокращению вооружений, проходила со 2 по 12 декабря, участниками были РСФСР (инициатор), Польша, Эстония, Латвия, Литва и Финляндия. На конференцию также приглашалось правительство Румынии, которое отклонило предложение, пытаясь добиться от Советской России признания присоединения к своей территории Бессарабии.

## Ход конференции
В ходе первого заседания конференции советская делегация предложила пошаговый план обоюдного и равного сокращения вооружений:
- уменьшить за 1,5—2 года личный состав армий в 4 раза;
- расформировать все нерегулярные войска;
- ограничить военные бюджеты, установив лимит затрат на одного военного (400 руб. в год);
- провести обоюдную нейтрализацию пограничной зоны;
- запретить военным формированиям находиться в пограничных зонах.

Делегации Польши, Латвии, Эстонии и Финляндии (Литва имела территориальный спор с Польшей относительно Виленской области, поэтому приняла особую позицию) раскритиковали советский план. Они отказывались от «материального разоружения», ставя на первое место решения политических вопросов. Пытаясь сменить главную тему переговоров — разоружение — они предложили сперва подписать договор о ненападении с расчётом на то, что советская делегация ответит отказом. Однако советская сторона согласилась заключить договор но только как составную часть договора о разоружении. После разработки текста договора о ненападении делегациям Польши и стран Прибалтики пришлось перейти к обсуждению вопроса разоружения. Так как предложение об уменьшении численности вооружённых сил в 4 раза встретило решительный отказ, советская делегация предложила сократить личный состав войск в следующем году на четверть (с 800 тыс. до 600 тыс. чел. для РСФСР), а затем обсудить их последующее сокращение. Остальные участники конференции формально согласились на это предложение, но исказили данные о составе своих войск, в итоге подписание договора означало бы или небольшое сокращение, или даже увеличение численности их армий. Советская делегация разоблачила подлог данных, после чего оппоненты продолжили всячески тормозить работу конференции. В советской историографии роль конференции оценивается положительно, якобы она показала миролюбивый характер советской внешней политики. Также советские историки обращали внимание на тот факт, что конференция по разоружению состоялась в столице первого в мире социалистического государства.